# Kinitocelis macroptera
Kinitocelis macroptera (лат.) — вид мелких вымерших насекомых из рода Kinitocelis, обнаруженных в бирманском янтаре. Kinitocelis macroptera жил в период с 99,6 млн лет назад по 93,5 млн лет назад. Описан по образцу MfN MB.I.7341.

## Описание вида
Латинское видовое название «macroptera» было дано виду в честь того, что он обладает самыми большими крыльями во всём роде. Длина переднего крыла — 5,1 мм, заднего — 4,8 мм; голова удлинённая и несколько уплощена в дорсо-вентральном направлении, с торчащими чешуйками на темени, начинающимися над тенториальными ямками, и окружающими овальное, гладкое поле с медиальным углублением. Чешуйки находятся на обеих сторонах эпикраниального шва; глаза округлые, полушаровидные. Усики длинные, скапус короткий, равен диаметру глаза; чешуйчатый сверху. Жгутик с 29 широкими и чешуйчатыми флагелломерами; в первой половине усик бочкообразный, потом укорачивается к краю; нижнечелюстные щупики очень короткие, трёхчлениковые, последний членик заострён; нижнегубные щупики длинные, трехчлениковые, последний членик наиболее длинный, не расширен на вершине. В длинных волосках вершина заострена. Мандибулы не видны; верхняя губа крупная, выдается медиально в виде четырехугольного и объемистого органа с треугольной вершиной.
Шейка без видимых дорсальных склеритов; переднеспинка разделена на переднюю и заднюю, поперечные пластинки; среднеспинка с треугольным щитиком и широко закругленными тегулами. Ноги без шпор и более мелких шипов на всех голенях, членики лапок с концевой парой вентральных щетинок, претарсус с тонкими когтями; крылья с закругленными вершинами и короткой бахромой на члениках, передние крылья плотно покрыты чешуей у реберных и подкостальных жилок. Передние крылья с длинными неразделенными жилками и субапикальная поперечная жилка с промежутком; радиальная ячейка (RC) несколько изогнута между основаниями R2 и R3 в правой части крыла, средняя часть неразделенная, поперечная жилка r-m слабая, едва заметная, поперечная жилка Cu1a внизу длинная, слилась с Cu1a после бифуркации Cu1a и Cu1b; имеются две анальные жилки по-видимому, с базальной петлей.
Гениталии самца состоят из гребня из жестких шипов; имеется на вентро-каудальном крае 8 или 9 сегментов; дорсальная сторона гениталий крышевидно-четырехугольная, слегка изогнута к низу.
Раньше, экземпляры вида считались Kinitocelis sparsella и Kinitocelis divisinotata. Оба вида морфологически сходны и, по-видимому, являются ближайшими родственниками Kinitocelis macroptera. Новый вид отличается от Кinitocelis sparsella однородной окраской чешуи крыла, большим числом жгутиков и длиной поперечной жилки m-cula на передних крыльях, равной длине Cu1b. От Kinitocelis divisinotata Kinitocelis macroptera отличается гораздо более короткими нижними щупиками с заостренным конечным члеником и короткой длиной скапуса, которая не длиннее следующих двух члеников вместе взятых. Отсутствие или наличие раздвоенных жилок в задних крыльях придавало бы новому виду дополнительный, отличительный признак, но жилкование не видно. Наконец, Kinitocelis macroptera на ноябрь 2020 года явно крупнее всех родственных видов. Это самый крупный из всех описанных на сегодняшний день видов Tarachoptera.